# Lepidium ecklonii
Lepidium ecklonii là một loài thực vật có hoa trong họ Cải. Loài này được Schrad. mô tả khoa học đầu tiên.